# 七滝村 (熊本県)
七滝村（ななたきむら）は、熊本県の中部、上益城郡にあった村である。

## 歴史
- 1889年4月1日 - 上益城郡上野村、田代村、七滝村が合併して七滝村が発足。
- 1955年1月1日 - 上益城郡御船町、滝水村、木倉村、高木村、豊秋村、小坂村、陣村と合併し御船町となる。